# Yadagirigutta
Yadagirigutta là một thị trấn thống kê (census town) của quận Nalgonda thuộc bang Andhra Pradesh, Ấn Độ.

## Nhân khẩu
Theo điều tra dân số năm 2001 của Ấn Độ, Yadagirigutta có dân số 13.267 người. Phái nam chiếm 50% tổng số dân và phái nữ chiếm 50%. Yadagirigutta có tỷ lệ 61% biết đọc biết viết, cao hơn tỷ lệ trung bình toàn quốc là 59,5%: tỷ lệ cho phái nam là 71%, và tỷ lệ cho phái nữ là 52%. Tại Yadagirigutta, 13% dân số nhỏ hơn 6 tuổi.